# Tiosoman
O-Pinacolil metilfosfonofluoridotioato é um organofosforado sintético formulado em C7H16FOSP. É um composto de propriedades bastantes similares ao Soman.  